# Beck – Skarpt läge
Beck – Skarpt läge är en svensk thriller från 2006. Detta är den första filmen i den tredje omgången med Peter Haber och Mikael Persbrandt i huvudrollerna. Filmen hade biopremiär den 28 juni 2006 och utgavs senare på DVD.

## Handling
Sotare påträffar liket av en man i ett radhus. Husets ägare och hennes två söner har till synes flytt fältet, men blodspår binder henne till platsen. Martin Beck och Gunvald Larsson gör allt för att finna kvinnan och hennes barn, men de får veta att de håller sig gömda. Uppenbarligen finns det fler personer som vet varför misshandeln och mordet skett och vad som verkligen ligger bakom.

## Rollista
- Peter Haber – Martin Beck
- Mikael Persbrandt – Gunvald Larsson
- Marie Göranzon – Margareta Oberg
- Ingvar Hirdwall – grannen Valdemar
- Peter Hüttner – Oljelund
- Ing-Marie Carlsson – Bodil Lettermark
- Måns Nathanaelson – Oskar Bergman
- Källa Bie – Monika Everdag
- Björn Bengtsson – Daniel Orrberg
- Magnus Mark – Hugo Berner
- Elisabet Carlsson – Lillemor Berner
- Embla Hjulström – Simone Berner
- Hampus Nyström – Leo Everdag
- Simon Blyberg – Sebastian Everdag
- Ylva Lööf – Viola Furnäs
- Rasmus Troedsson – Göran Granit
- Lanna Ohlsson – sjuksköterska
- Ingar Sigvardsdotter – väninnan
- Emil Jonsson – sotaren